# Sainte-Sophie (Édesse)
Pour les articles homonymes, voir Sainte-Sophie et basilique Sainte-Sophie.
La basilique Sainte-Sophie d'Édesse (du grec Ἁγία Σοφία, Hagía Sophía, litt. « sagesse de Dieu », « sagesse divine ») est une ancienne église paléochrétienne puis basilique byzantine. Elle est construite au début du IIIe siècle mais est surtout connue pour sa restauration en basilique byzantine par Justinien Ier. Elle est aussi connue pour avoir été le premier lieu d'apparition du mandylion.
Elle est une basilique « jumelle » de Sainte-Sophie de Constantinople, ayant relativement le même plan. Si ses travaux commencent sept ans avant ceux de Sainte-Sophie de Constantinople, ils s'achèvent huit ans après ceux de la basilique de la capitale, notamment pour des raisons de retards importants. Pendant le Haut Moyen Âge, elle est considérée comme faisant partie des merveilles du monde par certains voyageurs chrétiens et musulmans. Elle se distingue notamment de la basilique de la capitale en étant entourée d'eau et en ayant un décor intérieur majoritairement fait à partir de marbre.
Elle subsiste au moins jusqu'au début du XIIe siècle, date à laquelle une partie importante de l'édifice s'effondre pendant un siège de la ville. S'il n'en reste quasiment pas de traces archéologiques, des sources textuelles, y compris un hymne syriaque assez précis, peuvent servir d'éléments pour restituer l'architecture du bâtiment.

## Histoire
Sainte-Sophie est consacrée à la « Sagesse Divine » (Ἁγία Σοφία / Hagía Sophía) identifiée à Jésus-Christ et non à une sainte humaine.

### Première église
L'église est construite au début du IIIe siècle à Édesse, il s'agit de la plus ancienne église de la ville. Après de nombreuses inondations et tremblements de terre au fil des siècles suivants, elle est toujours restaurée. Elle reçoit notamment des reliques attribuées à l'apôtre Thomas en 394.

### Basilique
Enfin, après une large inondation en 525, qui détruit une partie importante de la ville, l'empereur Justinien Ier décide de la rebâtir,. En faisant cela, il modifie complètement l'édifice et transforme la cathédrale provinciale en basilique byzantine,. La basilique aurait été construite par l'évêque chalcédonien Amidonius d'Édesse, aussi appelé Amazonius dans certaines sources, ainsi que deux autres personnes, Asuph et Addaï mais il semble en réalité que les travaux prennent du retard sur le projet prévu et voient plusieurs évêques se succéder sans réel progrès. Justinien intervient au début des années 540 pour permettre d'accélérer et de terminer les travaux ; il est sans doute motivé par l'envie de permettre à la consécration de la basilique d'être proche de celle du nouvel évêque chalcédonien, Asklépios. Le but est ainsi probablement de renforcer la faction chalcédonienne au sein du christianisme syriaque.
La basilique est aussi notable pour avoir contenu le mandylion, une relique censée être le visage de Jésus-Christ imprimé sur un tissu. Cette relique est alors posée sur le siège de l'évêque. La cathédrale prend de l'importance au sein du monde chrétien entre autres à travers cette relique. En effet, lors des guerres, une cérémonie liturgique se déroule dans le lieu, et voit la relique être emportée au dehors de l'église pour être donnée à l'armée byzantine et être utilisée lors des batailles comme étendard impérial.
La basilique a une histoire compliquée, elle est disputée entre les monophysites, qui essaient d'en prendre le contrôle, et les chalcédoniens, qui essaient de garder le leur. Après avoir été sous contrôle monophysite pendant quelques décennies, elle est rendue aux chalcédoniens par l'empereur Héraclius, ce qui est ensuite confirmé par les premiers califats arabes, qui décident de laisser le lieu de culte aux mains des chalcédoniens. Les offices s'y tiennent en bilingue, avec deux chœurs, un chœur syriaque et un chœur grec. Il est, de plus, difficile d'évaluer la proportion de clercs syriaques au sein de la cathédrale, comparativement aux clercs grecs, car les prêtres syriaques chalcédoniens ont tendance à porter des noms grecs, même s'ils ne le sont pas.
La cathédrale subsiste jusqu'au début du XIIe siècle, date à laquelle la partie occidentale de l'édifice s'effondre et emporte avec elle une part importante du bâtiment, pendant le siège de la cité par des Turcs.

## Architecture
Son architecture est surtout connue grâce à un hymne syriaque en vingt-deux strophes qui décrit assez précisément les proportions et les plans de l'édifice,,. Elle est relativement similaire à sa contemporaine et « jumelle » Sainte-Sophie de Constantinople, bien qu'elle soit différente par certains aspects, comme ses décorations qui sont majoritairement de marbre,. Elle est parfois aussi considérée comme la « rivale » de la basilique de la capitale.
Elle est située dans un espace entouré d'eau, le désir des bâtisseurs semble d'avoir été de créer une église représentant l'univers. Ainsi, les eaux entourant l'édifice sont vues comme les eaux célestes, la voûte est couverte de bleu et parsemée d'étoiles,. Ces idées sont présentes dans le christianisme notamment à travers la Genèse et sont liées à la théologie du pseudo-Denys l'Aréopagyte, particulièrement importante au VIe siècle dans le christianisme oriental,.
La chercheuse française Françoise Briquel-Chatonnet décrit l'architecture du bâtiment de la sorte : 

« À l'extérieur, elle présentait trois côtés identiques, ce qui implique un plan carré. Le seul côté qui avait une apparence différente était naturellement celui de l'abside. Elle était couverte d'une seule coupole sur trompes reposant sur quatre arcs. Cette coupole était en pierres, recouvertes extérieurement de plomb, alors qu'à l'intérieur le plafond était couvert de mosaïques. La sogitā décrit un revêtement de marbre blanc sur les murs, ce qui la rendait particulièrement étincelante. »

## Postérité
La basilique est admirée pendant le Moyen Âge comme étant une des Merveilles du monde par des voyageurs chrétiens, et musulmans.